# 遊星仮面
『遊星仮面』（ゆうせいかめん）は、1966年（昭和41年）6月3日から1967年（昭和42年）2月21日までフジテレビ系列局で放送されていたTCJ （現・エイケン）制作のテレビアニメである。全39話。並行して本作キャラクターデザイナーの楠高治による漫画作品が、『少年ブック』（集英社）の別冊付録などに連載されていた。

## ストーリー

### 物語の概略
2001年に新発見された、地球と同じ公転軌道で常に太陽を挟んで地球と反対に位置する惑星ピネロンと地球は友好関係になり、地球のロケット操縦士ヨハンセンとピネロン人のマリアとの間に「宇宙結婚」による第1号の子供ピーターが生まれた。地球人とピネロン人は全く同じ外見をしており、ただ、ピネロン人およびその混血児のこめかみの付近に十字形の「ピネロンマーク」がある点が違う。
ピーター誕生後15年、地球とピネロン星の交流は進み、移住者や混血児もたくさんいた。そんな時、ピネロン星に核物質を輸送していたヨハンセンのロケットがピネロンの大都市上空で爆発事故を起こし、彼は死亡、ピネロン側にも多大の犠牲者が出る。ピネロン星では地球による攻撃だという誤解が広まり、ピネロンの権力者ホイヘンスは、その期に乗じて参謀役のイモシ博士と共に独裁的権力を手にし、地球との戦争を起こす。地球でも、滞在・移住していたピネロン人の成人を強制収容所へ送り、混血児童は孤児院に送るなどの強硬的な対抗措置を取るが、ピーターは地球人のソクラトン教授に救われた。地球の科学はピネロン星と比較して30年遅れており、地球軍は苦戦を強いられる。その時、「遊星仮面」と呼ばれる1人の謎の少年が現われ、危機に陥った地球を助けてピネロン軍と戦う。
遊星仮面の登場で良い戦果のあがらなくなったピネロン側は最新兵器を投入し、また「サップス」（宇宙忍者）と呼ばれる、特殊な能力を持った戦闘員を送り込むなどして対抗する。遊星仮面はこれらの攻撃をことごとく打ち破るが、ピネロン軍はついに地球に進撃してきた。一方、地球防衛軍のビッツ司令官やソクラトン教授らは、ヨハンセンの遭難・爆発事故当時のデータを分析し、これがピネロン側の策略である事を明らかにし、地球に来たホイヘンスに通告する。ホイヘンスは知らなかったが、実は全て、宇宙の支配者になろうと企てたイモシ博士の陰謀だったのだ。本性を現しホイヘンスを殺そうとするイモシ。しかし決闘によりホイヘンスは搭乗する宇宙船ごと自爆させ、イモシを道連れに自決した。あ然とするビッツらの前に現われ、素顔を見せる遊星仮面。その正体はピーターだった。
平和が戻った宇宙でピーターは父の跡を継ぎ、地球・ピネロン間の宇宙船の操縦士となる。

### 物語の構成
基本的に1話完結型の作品であるが、第1話では突然の開戦に困惑するピネロン人や地球人の姿に重点が置かれたり、最初に起こった謎の宇宙船事故が実は陰謀であったと最終話近くになって判明するなど、凝った構成になっている。また、それまで平和的に交流していた2つの惑星が、突然の開戦によって混乱状態になり、異星の人間が逮捕され、収容所に送られたり、ピーターがピネロン人の血を引いているために差別や疑惑を受け、自身も大いに苦悩するなどの、真に迫った描写も見られる。遊星仮面は地球を救う宇宙の戦士と自称し地球寄りであるが、母を捕らえている防衛軍に対しては手を貸しているというだけで、防衛軍の兵器を基地に侵入し強奪したりするなど決して防衛軍の一部であり、仲間という訳ではないし、防衛軍も初期は遊星仮面の登場を必ずしも快くは思ってはいなかった。当時の作品とは一線を画したようなものも多く、最終話のラストシーンで宇宙の暗闇に消えてゆくロケットとともに流れる暗いBGMに表れているように、この物語の先に必ずしも明るい未来が来るとは限らないとも捉えられる構成といった、ハードな内容もあった。マックとパイクという道化役的なギャグメーカーも存在するが、この人物らの背景もホイヘンスに近づきピネロン星へと亡命する目的であったりと、徹底的なこども向けとした先行作品の『遊星少年パピイ』に比べて画風や物語展開がやや重厚で、シリアスドラマの趣きがある。

## 「遊星仮面」の呼称および位置付け
遊星仮面登場の場面はやや定型化しており、敵側が「誰だ！」と叫ぶと、「人呼んで遊星仮面」と答えるのが決めゼリフになっていた。これは、「遊星仮面」の名が自称ではないためである。第1話では、主としてピーターの生い立ちや戦争勃発で大混乱の地球の様子が描写され、長い物語の導入部の様子を示しているが、終盤になって、パニック状態の群集を見下ろす正体不明の仮面の人物が現われ、それに対して人々が誰となく「遊星仮面だ！」と言い始めたことによる。遊星仮面自身は「正義の味方」と称している。
遊星仮面の正体は、物語中では最終話まで誰も知らないことになっており、視聴者にも明かされなかったが、放送中にしばしばピーターと遊星仮面を関連付けるシーンやカットが出てきて、それとなく分かるようになっていた。
遊星仮面はオープンカー型の小型単座ロケット「ロケットライダー」で、宇宙のどんな遠い戦場にも駆けつける。武器は「ウルトラシューター」で、手裏剣のように手で投げる物であるが、鋼鉄をも切り裂く威力がある。第8話によると、ピーター（遊星仮面）の身長は150cm。

## 登場人物
ピーター／遊星仮面
声 - 藤田淑子
本編の主人公。地球人ロバートとピネロン人マリアの間に産まれた宇宙混血児。年齢は15歳。ロバートが死に、マリアが収容されてからはソクラトン教授に引き取られ、密かに遊星仮面として行動する。アトランタから受け取った鞄を常に携帯しているが、この鞄には遊星仮面のスーツが入っている。
ソクラトン教授
声 - 原田一夫
地球の科学者。ピーターとリンダを引き取っている。
リンダ
声 - 栗葉子
ソクラトン教授の孫娘。髪型はツインテールで、常にワンピースを着てペンダントを首に掛けている。ピーターが遊星仮面である事は知らないので、すぐ姿を消して再び登場するピーターをからかっているが、兄弟の様に仲がいい。第18話で教授の実の孫ではなく、教授に引き取られた孤児である事が明かされる。
イモシ博士
声 - 槐柳二
ホイヘンスの軍師。地球への作戦やサップスの提案などは彼によるものである。ホイヘンスに媚びており、彼と共に地球を進攻していたがそれは表の顔であり、戦争の原因である輸送ロケットの爆発、ピネロン星への被害などを起こした張本人である。裏では地球を壊滅させた時点でのホイヘンス殺害・政権掌握を企んでおり、その為なら部下や同じピネロン人さえも犠牲にしていた。彼の片目には眼鏡があるが、その目は潰れている。
ホイヘンス
声 - 納谷悟朗
ピネロン星の独裁者であり、軍の権力も握っている。戦争の発生に乗じて政権を掌握し、地球への報復を名目に自身が宇宙を支配するための戦争を始める。電子鞭を所持しており、気に入らぬことがあったりするとそれを振り回し、戦争は楽しいと発言したりするなど、サディスティックな面がある。しかし、最後までこの事件を地球によるものと確固たる執念を持っていて、ピネロン星および国民への愛着は強かった。ラストで真相を知り、元凶であるイモシを道連れに壮絶な死を遂げる。
グレゴリー・ビッツ
声 - 村越伊知郎
地球防衛軍の指揮官。初期までは独裁者の色があり、度々や地球にいるピネロン人への当たりを強くしたり、部下に最後まで戦うことを命じたりして、ピーターとの関係も悪かった。物語の中盤からは次第に性格は良くなり、ピーターとの関係も良くなっていき、独裁的な面は薄れた。
ニック
声 - 不明
地球防衛軍の中佐。ビッツの付き人でもある。穏健とした性格だが、ピネロン人の拘束を支持した人物でもある（拘束はピネロン人側の安全などに配慮したもの）。
パイク
声 - 富山敬
地球人の小悪党コンビの一人で小柄。初登場は第2話で、マックと共に宇宙ステーションメンバーであり、ピネロンに人質にされるが帰還、その後遊星仮面の存在を知ると、マックと共に遊星仮面の秘密を暴いてピネロンに売りつけ、ピネロンに亡命しようと企てていた。しかし第35話で遊星仮面に助けられ、マック共々改心。最終話ではピーターの助手になった。概ね地球とピネロンの戦闘場面とは別の場所で暗躍するという、話の引っ掻き回し役な存在。
マック
声 - 藤本譲
小悪党コンビの一人でパイクの相棒。大柄で太っておりボケ役。
ロバート・ヨハンセン
声 - 小林清志
ピーターの父。地球の宇宙パイロットで、ピネロン人マリアと結婚した。だがピネロンに核物質を届ける時に、謎のロケット爆発に巻き込まれて死亡。第1話の回想場面では「25歳」と紹介されたため、享年は40歳。
マリア
声 - 江見京子
ピーターの母でピネロン人。夫ロバートが爆死すると、ピネロン人という理由から強制収容所に収容されるが、最終話で助かった。
アトランタ
声 - 石原良
ロバートの助手ロボット。ロバートがマリアと結婚する前から助手を務めていた。だがロバートが爆死する前に、ロバートの頼みで鞄を持って、這う這うの体で地球に帰還、ピーターに全てを教えて壊れた。その後第37話で電子頭脳から、ロケットの爆発理由の詳細が判明する事になる。
キニスキー
声 - 安田隆久
地球防衛軍の若い少尉。見た目も性格もきつく、ピーターやピネロン人につらくあたるが、真面目で職務にも忠実。物語終盤でピーターたちを助けて戦死する。
ハチュン
声 - 加茂喜久
ステッキィー
声 - 内海賢二
スピーデル
声 - 千葉耕市
ナレーター
声 - 納谷悟朗
このほか、永井一郎や野本礼三なども登場人物たちの声を当てていた。

## スタッフ
- 原作・企画 - 仁田信夫
- 制作補 - 渋谷功
- 脚本 - 足立明
- キャラクターデザイン - 楠高治（キャラクター原案に相当する原画を担当）
- 作画 - 小室常夫、楠本勝利、大山隆、岡田宇啓、山岸博 他
- 美術 - 星俊六
- 音楽 - 嵐野英彦、はやしこば（TV工房）
- オープニング - 遊星仮面（作詞・作曲 - 三木鶏郎 / 歌 - デューク・エイセス、〈セリフ〉藤田淑子）
- アニメーション制作 - TCJ
- スポンサー - 江崎グリコ、グリコ乳業

## 主題歌
オープニング「遊星仮面」
作詞・作曲 - 三木鶏郎 / 歌 - デューク・エイセス、藤田淑子

### 補足
映像ソフトに収録されているオープニングにはオープニングキャッチが無く、主題歌ラストの「グリココール」も収録されていない。しかし、当時発売されたレコード盤の一部には「グリココール」が収録されているバージョンがあり、映像ソフトに収録されているオープニングも最初の音声が切られているため、本放送時には存在したものと見られる。

## 各話リスト
本作では、次回予告時に紹介されたサブタイトルが実際のサブタイトルと異なっていることがある。括弧内は次回予告時に紹介されたサブタイトル。
| 話数 | サブタイトル                             | 演出     | 動画チーフ | 放送日        |
| ---- | ---------------------------------------- | -------- | ---------- | ------------- |
| 1    | 謎の大爆発                               | 渡辺米彦 | 小室常夫   | 1966年 6月3日 |
| 2    | 宇宙大戦争始まる                         | 河内功   | 田野倉昌一 | 6月10日       |
| 3    | SOS宇宙ステーション                      | 山本功   | 山内善英   | 6月17日       |
| 4    | 宇宙間ミサイルの恐怖                     | 渡辺米彦 | 前田忠     | 6月24日       |
| 5    | 月基地を死守せよ                         | 河内功   | 野田卓雄   | 7月1日        |
| 6    | 宇宙船レッドクロス号を救え               | 山本功   | 小室常夫   | 7月8日        |
| 7    | 太陽でひっかきまわせ                     | 渡辺米彦 | 田野倉昌一 | 7月15日       |
| 8    | サップス一号がやってくる                 | 河内功   | 山内善英   | 7月22日       |
| 9    | ステッキィーの最期                       | 山本功   | 前田忠     | 7月29日       |
| 10   | サップス二号スピーデル                   | 渡辺米彦 | 野田卓雄   | 8月5日        |
| 11   | クラックガンに気をつけろ                 | 河内功   | 小室常夫   | 8月12日       |
| 12   | 危うし！防衛隊本部                       | 山本功   | 田野倉昌一 | 8月19日       |
| 13   | あっ、サップストリオだ                   | 渡辺米彦 | 小室常夫   | 8月26日       |
| 14   | 地底戦車を見たか（モールタンクを見たか） | 河内功   | 前田忠     | 9月2日        |
| 15   | 熱い、地球がとけるぞ                     | 山本功   | 野田卓雄   | 9月9日        |
| 16   | 地球最後の日                             | 渡辺米彦 | 田野倉昌一 | 9月16日       |
| 17   | 謎の大渦巻                               | 河内功   | 山内善英   | 9月23日       |
| 18   | ピネロンマークに惑わされるな             | 山本功   | 前田忠     | 9月30日       |
| 19   | 反乱軍を撃滅せよ                         | 渡辺米彦 | 野田卓雄   | 10月7日       |
| 20   | サップス7号ギルドン                      | 河内功   | 田野倉昌一 | 10月14日      |
| 21   | あっ！月の軌道が狂った                   | 山本功   | 山内善英   | 10月21日      |
| 22   | 鉛の部屋を出るな                         | 渡辺米彦 | 前田忠     | 10月28日      |
| 23   | バズーカノンの目だ                       | 河内功   | 野田卓雄   | 11月4日       |
| 24   | 敵は太陽の裏だ                           | 山本功   | 田野倉昌一 | 11月11日      |
| 25   | 標準時計台を狙え                         | 渡辺米彦 | 山内善英   | 11月18日      |
| 26   | ハイクロイドガラスの秘密（科学者を救え） | 河内功   | 前田忠     | 11月25日      |
| 27   | トーカサス星大戦争（トーカサス大戦争）   | 山本功   | 野田卓雄   | 12月2日       |
| 28   | 火星通信F・P                             | 渡辺米彦 | 田野倉昌一 | 12月9日       |
| 29   | ローレル島を救え                         | 河内功   | 山内善英   | 12月16日      |
| 30   | サップスの笛をきくな                     | 山本功   | 小室常夫   | 12月23日      |
| 31   | サイボーグ犬の目を見るな                 | 山本功   | 前田忠     | 12月30日      |
| 32   | 秘密基地をたたきつぶせ                   | 渡辺米彦 | 野田卓雄   | 1967年 1月3日 |
| 33   | 仮面の正体をあばけ                       | 山本功   | 小室常夫   | 1月10日       |
| 34   | マイクロフィルムを渡すな                 | 河内功   | 田野倉昌一 | 1月17日       |
| 35   | 怒れ金星火山                             | 渡辺米彦 | 山内善英   | 1月24日       |
| 36   | 消えるな南十字星                         | 山本功   | 前田忠     | 1月31日       |
| 37   | ナゼなぜ何故                             | 河内功   | 菰岡静子   | 2月7日        |
| 38   | 大爆発の謎を解け                         | 河内功   | 田野倉昌一 | 2月14日       |
| 39   | エピローグ・陽は今日も赤い               | 河内功   | 前田忠     | 2月21日       |
|      | SOS宇宙ステーション（再）                |          |            | 2月28日       |
|      | 月基地を死守せよ（再）                   | 3月7日   |            |               |
|      | 熱い、地球がとけるぞ（再）               | 3月14日  |            |               |
|      | 地球最後の日（再）                       | 3月21日  |            |               |
|      | ローレル島を救え（再）                   | 3月28日  |            |               |

## 放送局
- フジテレビ：金曜 19:00 - 19:30　→ 火曜 19:30 - 20:00
- 札幌テレビ：金曜 19:00 - 19:30（1966年6月3日 - 12月30日） → 火曜 19:30 - 20:00（1967年1月3日 - 2月21日）[2]
- 青森放送：金曜 19:00 - 19:30[3]
- 岩手放送：土曜 18:00 - 18:30[4]
- 秋田放送：金曜 19:00 - 19:30[3]
- 山形放送：金曜 19:00 - 19:30[5]
- 仙台放送：金曜 19:00 - 19:30[6]
- 福島テレビ：水曜 18:15 - 18:45[7]
- 新潟放送：金曜 18:00 - 18:30[5]
- 北日本放送：金曜 19:00 - 19:30[8]
- 北陸放送：金曜 19:00 - 19:30[8]
- 福井放送：金曜 19:00 - 19:30[8]
- 山梨放送：金曜 19:00 - 19:30[9]
- 信越放送：金曜 19:00 - 19:30[10]
- 静岡放送：金曜 19:00 - 19:30[9]

- 東海テレビ：金曜 19:00 - 19:30　→ 火曜 19:30 - 20:00[11]
- 関西テレビ：金曜 19:00 - 19:30　→ 火曜 19:30 - 20:00[12]
- 日本海テレビ：金曜 19:00 - 19:30[13]
- 山陰放送：金曜 19:00 - 19:30[13]
- 広島テレビ：金曜 19:00 - 19:30[14]
- 山口放送：金曜 19:00 - 19:30[15]
- 四国放送：月曜 18:15 - 18:45[12]
- 西日本放送：金曜 19:00 - 19:30[14]
- 南海放送：金曜 19:00 - 19:30[15]
- 高知放送：金曜 18:15 - 18:45[15]
- テレビ西日本：金曜 19:00 - 19:30　→ 火曜 19:30 - 20:00[16]
- 長崎放送：金曜 19:00 - 19:30[17]
- 熊本放送：金曜 19:00 - 19:30[17]
- 大分放送：金曜 19:00 - 19:30[15]
- 宮崎放送：金曜 19:00 - 19:30[18]
- 南日本放送：月曜 18:00 - 18:30[18]

## 映像ソフト
2013年7月、TCエンタテインメントから本作のDVD-BOXが発売された。

## 漫画
- 少年ブック 1966年7月号別冊付録 - 12月号別冊付録 作画 - 楠高治
- 小学館ブック 1966年8月号 - 1967年3月号 作画 - 楠高治
- 小学三年生 1966年9月号 - 1967年3月号 作画 - 楠高治
- よいこ 1966年8月号 - 1967年3月号 作画 - 楠高治
- 幼稚園 1967年4月号・5月号 作画 - 楠高治